# Hikaru Sulu
Hikaru Kato Sulu és un personatge fictici de la franquícia multimèdia Star Trek. Membre de la tripulació de la sèrie original de Star Trek, Sulu també apareix a la sèrie animada de Star Trek, a les sis primeres pel·lícules de Star Trek, en un episodi de Star Trek: Voyager i en diversos llibres, còmics i videojocs. Originalment conegut simplement com a "Sulu", el seu nom, "Hikaru", va aparèixer en una novel·la de 1981 més d'una dècada després que acabés la sèrie original.
Sulu va ser interpretat per George Takei a la sèrie original de Star Trek i les sis pel·lícules i fou doblat en català per Francesc Figuerola. John Cho va assumir el paper del personatge a la pel·lícula del 2009 Star Trek i les seves seqüeles, Star Trek Into Darkness and Star Trek Beyond.

## Desenvolupament i representacions

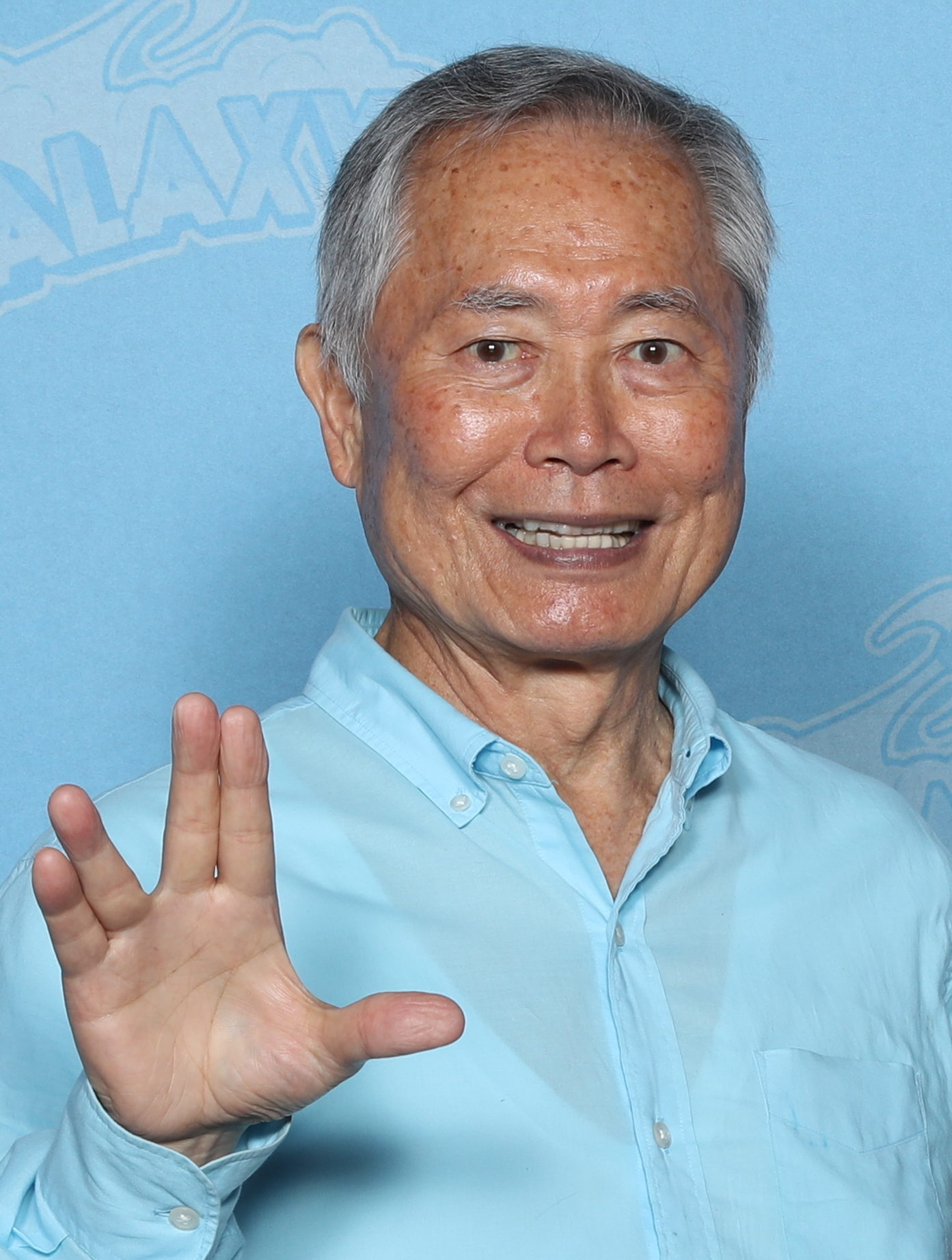
Sulu va ser interpretat per George Takei a Star Trek: La sèrie original i a les primeres sis pel·lícules.

George Takei va recordar que Gene Roddenberry volia que el personatge representés tota Àsia, cosa que simbolitzava la pau de l'univers Trek malgrat les nombroses guerres al continent. Roddenberry no volia un cognom específic a nivell nacional, així que va mirar un mapa i va veure el Mar de Sulu al centre de Filipines. "Va pensar: 'Ah, les aigües d'aquell mar toquen totes les costes'", va recordar l'actor, "i així és com el meu personatge va arribar a tenir el nom de Sulu".
Al llibre Inside Star Trek: The Real Story, el nom del personatge s'indica com un joc de paraules amb el nom del vicepresident de Desilu Studios, Herb Solow.
La novel·lista Vonda McIntyre va presentar per primera vegada "Hikaru" com el nom del personatge a la novel·la The Entropy Effect. McIntyre va derivar el nom del personatge d' El conte de Genji. Tot i que McIntyre no sabia en aquell moment de cap controvèrsia al voltant del fet que hagués donat un nom a Sulu, l'editor David Hartwell va haver d'aclarir el nom amb Gene Roddenberry i Takei per tal d'aplacar les objeccions de Paramount. Tanmateix, el nom no es va convertir en canònic fins a la seva menció a Star Trek VI. Peter David ha escrit sobre fer el suggeriment al director Nicholas Meyer a instàncies de Takei durant una visita al set.:2–3
En alguns doblatges japonesos, el cognom del comandant Sulu es canvia a Katō. Segons Bernardi, Sulu, en ser un substantiu filipí i no un cognom japonès, probablement seria impronunciable pels parlants de japonès, ja que la llengua no té un so "l" que es distingeixi de la "r". Ojaste ho atribueix a la manca d'esforç en la precisió cultural per part dels guionistes de l'època a l'hora de retratar un veritable personatge japonès. Tanmateix, en pel·lícules recents, només ha canviat lleugerament; s'utilitza el nom スールー (Sūrū, amb vocals llargues), en lloc de スル (Suru, amb vocals curtes). Tot i que aquest últim seria una transliteració més propera del nom "Sulu", pot semblar estrany al públic japonès perquè "Suru" (する) amb vocals curtes és el verb "fer" en japonès.

## Representació

### Sèrie original i pel·lícules
Hikaru Sulu va néixer a San Francisco, i és d'origen japonès. La seva data de naixement no s'ha establert definitivament, però el llibre "Star Trek Chronology" de Michael Okuda i Denise Okuda especula que tenia 29 anys en el moment de la primera temporada de "Star Trek" (com el mateix actor), situant el seu naixement l'any 2237. Va ser mostrat com el físic de l'USS Enterprise a l'episodi pilot de televisió, "On no ha anat mai cap home" (1966).
Un comunicat de premsa de Paramount descrivia aquesta concepció inicial del seu personatge de la següent manera: "El físic Sulu és el cap elegant i de veu suau del Departament d'Astrociències de l' "Enterprise". Sovint és la seva avaluació de les condicions dels planetes inexplorats la que finalment determina quan i com s'hi abordarà, o si es poden explorar en absolut." No obstant això, durant la resta de la sèrie, va servir com a tercer oficial i timoner sènior, amb el rang de tinent. Al llarg de la sèrie, es mostra que Sulu té molts interessos i aficions, com ara la gimnàstica, la botànica, esgrima, i armes antigues A l'episodi "El temps despullat" (1966), Spock observa que Sulu "és en el fons un espadatxí del segle XVIII".
El personatge és ascendit a tinent comandant algun temps abans de Star Trek: La pel·lícula, i a comandant complet en el moment de Star Trek 2: La còlera del Khan. Durant les cinc primeres pel·lícules de Star Trek, serveix com a timoner a bord de l'USS Enterprise i del USS Enterprise-A. És ascendit a capità i se li dóna el comandament de l'USS Excelsior tres anys abans dels esdeveniments de Star Trek VI: The Undiscovered Country.
Star Trek: Generations presenta la filla d'en Hikaru, Demora Sulu, els orígens de la qual també es descriuen a la novel·la cànon de Star Trek de Peter David The Captain's Daughter.

### Pel·lícules de reinvenció

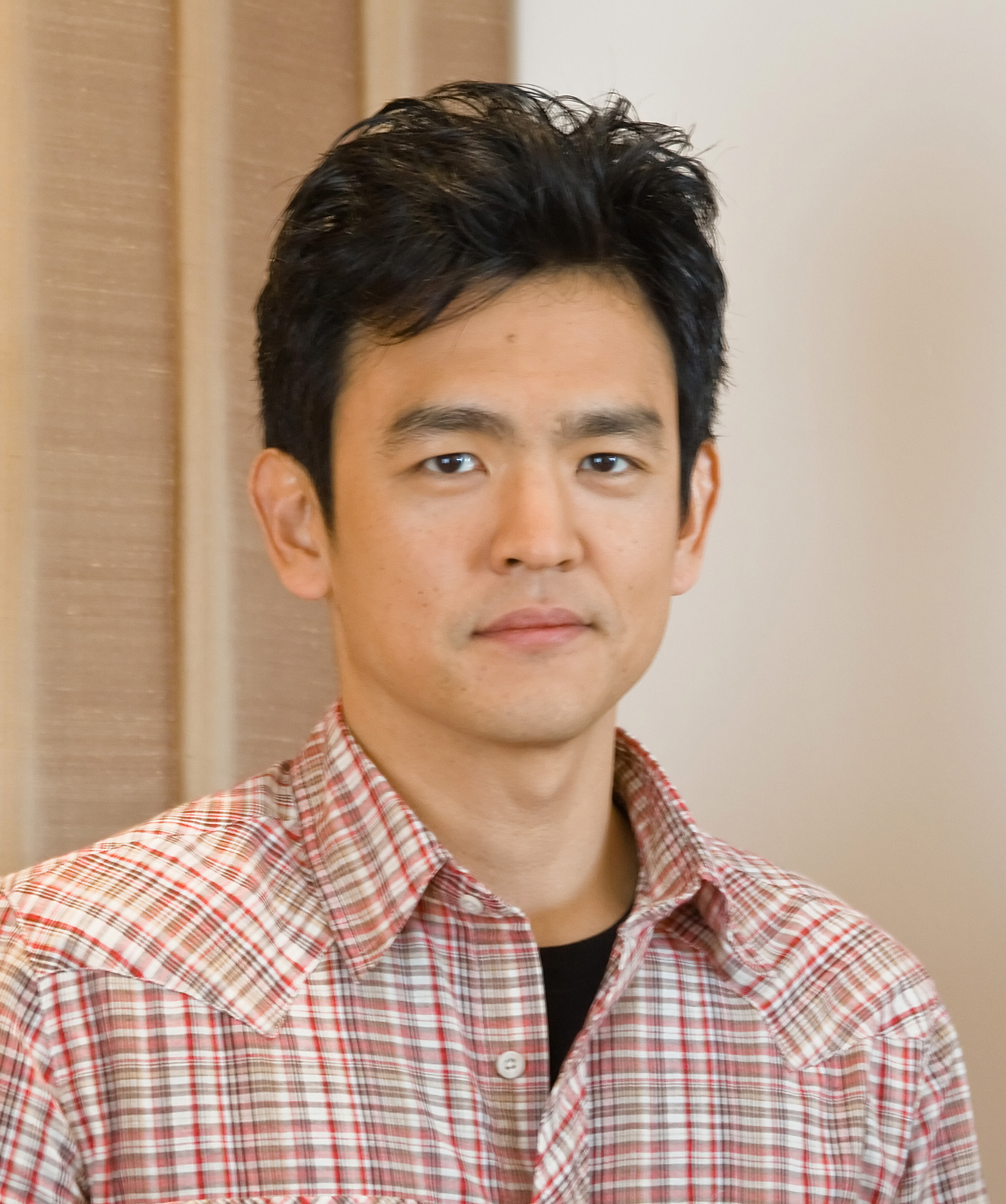
John Cho interpreta a Sulu a les pel·lícules de Star Trek a la "línia de temps de Kelvin".

John Cho retrata una Sulu alternativa a la pel·lícula del 2009 Star Trek. J. J. Abrams estava preocupat per contractar un coreano-americà per al personatge, però Takei va explicar al director que Sulu havia de representar tota Àsia a l'"Enterprise", així que Abrams va continuar amb Cho. Cho va reconèixer que, sent asiàtic-americà, "Hi ha certs papers d'actor que mai aconseguiràs, i un d'ells és interpretar un cowboy. Interpretar Sulu és la realització d'aquest somni: anar a l'espai." Va citar la masculinitat del personatge com a important per a ell i va passar dues setmanes entrenant-se en combat. Cho va patir una lesió al canell durant el rodatge, tot i que un representant va assenyalar que "no va ser greu". James Kyson Lee estava interessat en el paper, però com que Zachary Quinto va ser escollit com a Spock, els productors de la sèrie de televisió Herois no volia perdre cap altre membre del repartiment durant tres mesos.
Cho interpreta un Sulu més jove a la pel·lícula del 2009, tot i que en realitat és més gran que Takei quan va interpretar el paper a la sèrie original; Cho tenia 36 anys mentre que Takei en tenia 29. Cho també interpreta Sulu a la seqüela del 2013 Star Trek Into Darkness, assumint el paper de capità interí a l'USS Enterprise quan Kirk i Spock són absents. Al clímax de la pel·lícula, Sulu admet a Kirk que no li importaria ser capità, fent referència al seu paper com a capità de l'USS Excelsior a la sèrie de pel·lícules original.
A la tercera pel·lícula, Star Trek Beyond, Sulu és retratat com un home gai amb marit i filla. L'escriptor Simon Pegg i el director Justin Lin van prendre la decisió com un homenatge a l'actor original George Takei, que s'havia convertit en un destacat activista pels drets LGBT des que va interpretar el personatge a la sèrie original. A Takei no li va agradar la idea, va intentar convèncer els cineastes perquè creessin un nou personatge gai en lloc de revelar Sulu com a dissimulat, dient: "Malauradament, és una variació de la creació de Gene, a la qual va dedicar tanta atenció".Pegg va respondre que considerava lamentable que "l'univers més inclusiu i tolerant de la ciència-ficció" no hagués mai presentat un personatge LGBT, però que revelar un personatge existent com a gai evitava crear la impressió de tokenisme. Pegg també va dir que Sulu mai no havia estat dissimulat, sinó que la seva sexualitat simplement mai havia sorgit, i va suggerir que Roddenberry hauria explorat temes LGBT a la sèrie original si hagués tingut l'oportunitat.

### Aparicions com a convidat
Takei va repetir el paper de Sulu, com a part del 30è aniversari de Star Trek', a l'episodi "Star Trek: Voyager "Salt enrere" emès el 1996. A l'episodi, el «capità» Sulu apareix als salts enrere de Tuvok del seu temps servint a bord de l'USS "Excelsior", durant els esdeveniments representats a «Star Trek VI». Sulu també és responsable que un altre futur membre de la tripulació de l'USS "Voyager" (Chakotay) s'uneixi a la Flota Estel·lar.
L'episodi de producció de fans no canònic de Star Trek Star Trek: New Voyages "World Enough and Time" va ser protagonitzat per Takei com el capità Sulu a lExcelsior, recordant un moment a lEnterprise original quan un accident amb el transportador el va fer tornar trenta anys més gran i amb una filla, l'Alana. Demora també apareix en aquest episodi, així com la néta de Hikaru (anomenada Alana en honor de la seva filla).
Grant Imahara va interpretar Hikaru Sulu en els 11 episodis de la sèrie web de fans Star Trek Continues.

### Altres mitjans
La novel·la de Lost Era The Sundered descriu una missió de l'USS Excelsior sota el comandament de Sulu.
La novel·la Forged in Fire descriu una missió anterior de l'USS «Excelsior» abans que Sulu assumís el comandament de la nau.
La novel·lització de Star Trek 4: Missió salvar la Terra inclou una trobada a San Francisco el 1986 que es pretenia incloure a la pel·lícula final, però finalment es va tallar entre Sulu i un jove noi japonès-americà que pregunta: "Què fas aquí, oncle Hikaru?" Després de conversar amb el noi i aprendre el seu nom, Sulu s'adona que el noi és el seu rebesavi. En una altra part de la novel·la, mentre demana prestat un helicòpter per lliurar els materials del tanc de balenes, es revela que Sulu és part filipí, mentre conversa sobre la Revolució del Poder Popular filipina que acabava de tenir lloc a principis de 1986.
Simon & Schuster Audioworks va publicar tres "Captain Sulu Adventure" no canònics, amb doblatge de Takei i diversos altres, a mitjans dels anys noranta: "Transformations", Cacophany, i Envoy.
El llibre de referència Federation: The First 150 Years, de David A. Goodman, conté una introducció d'àudio de l'almirall Hikaru Sulu,que indica que en algun moment Sulu és ascendit a almirall, tot i que això no és canònic.
A les novel·les de William Shatner Star Trek, es revela que Sulu és elegit per a tres mandats sense precedents com a president de la Federació Unida de Planetes.
A la sèrie de televisió Scrubs, Turk vol casar-se amb un sacerdot que s'assembla a Sulu. El sacerdot és interpretat per Takei.
Takei va repetir el paper del capità Sulu al joc per a PC Starfleet Command 2, publicat el desembre del 2000. El vídeo d'introducció mostra Takei, com el capità Sulu a bord de l'USS Excelsior, descrivint l'esclat d'una guerra interestel·lar entre diverses potències galàctiques com a part del seu Quadern de bitàcola. Les actualitzacions posteriors del joc també van incloure diverses missions addicionals amb guió de veu, que de nou van presentar Takei com a Sulu.
Al llibre de la il·lustradora científica Jenny Parks del 2017, "Star Trek Cats", Sulu es representa com un Bobtail japonès.

## Recepció
Robert Justman, coproductor de la sèrie original de Star Trek, va assenyalar que Takei havia interpretat anteriorment dolents, però que a través de Star Trek s'havia convertit en un dels primers actors asiàtics a retratar un personatge asiàtic de manera positiva. Justman el va descriure com "l'antítesi de l'anomenat asiàtic inexpressiu, sense emocions i inescrutable".
El 2017, Screen Rant va classificar Hikaru Sulu com la 15a persona més atractiva de l'univers de "Star Trek".
El 2018, CBR va classificar Sulu com el 17è millor personatge de la Flota Estel·lar de Star Trek. El 2018, TheWrap va situar Sulu com a 19a de 39 en un rànquing dels personatges principals de la franquícia Star Trek abans de Star Trek: Discovery. El 2016, la revista Wired classificava Sulu com el 18è personatge més important de la Flota Estel·lar dins de l'univers de ciència-ficció Star Trek.
El 2019, Hikaru Sulu va ser classificat com el 9è personatge més sexy de "Star Trek" per Syfy, entre Hugh Culber (10è) i Jean-Luc Picard (8è).